# Серединська сільська рада (Чернігівський район)
Середи́нська сільська́ ра́да — орган місцевого самоврядування у Чернігівському районі Чернігівської області. Адміністративний центр — село  Серединка.

## Загальні відомості
Серединська сільська рада утворена в 1954 році.
- Територія ради: 76,13 км²
- Населення ради: 750 осіб (станом на 2001 рік)

## Населені пункти
Сільській раді підпорядковані населені пункти:
- с.  Серединка
- с. Сіножацьке
- с. Топчіївка

## Склад ради
Рада складається з 12 депутатів та голови.
- Голова ради: Питель Анатолій Михайлович
- Секретар ради: Борисенко Наталія Миколаївна

### Керівний склад попередніх скликань
| ПІБ                        | Основні відомості                                                             | Дата обрання | Дата звільнення |
| -------------------------- | ----------------------------------------------------------------------------- | ------------ | --------------- |
| Фалько Ольга Борисівна     | Сільський голова, 1960 року народження, освіта вища, член Народної партії     | 26.03.2006   | 31.10.2010      |
| Фалько Ольга Борисівна     | Сільський голова, 1960 року народження, освіта вища, член Партії регіонів     | 31.10.2010   | 14.12.2013      |
| Питель Анатолій Михайлович | Сільський голова, 1954 року народження, освіта середня загальна, безпартійний | 15.12.2013   |                 |

Примітка: таблиця складена за даними джерела

### Депутати
За результатами місцевих виборів 2010 року депутатами ради стали:

#### За суб'єктами висування
| Суб'єкт висування | Кількість обраних депутатів | %  |
| ----------------- | --------------------------- | -- |
| Партія регіонів   | 6                           | 50 |
| Самовисування     | 6                           | 50 |

#### За округами
| № округу        | Прізвище, ім'я, по батькові     | Дата визнання обраним | Освіта  | Партійна приналежність | Відомості про обраного депутата                       |
| --------------- | ------------------------------- | --------------------- | ------- | ---------------------- | ----------------------------------------------------- |
| Партія регіонів |                                 |                       |         |                        |                                                       |
| 2               | Борисенко Наталія Миколаївна    | 04.11.2010            | вища    | член Партії регіонів   | Серединська сільська рада, секретар                   |
| 6               | Куліш Надія Володимирівна       | 04.11.2010            | середня | член Партії регіонів   | тимчасово не працює                                   |
| 7               | Латук Катерина Михайлівна       | 04.11.2010            | середня | член Партії регіонів   | Серединський ФП, молодша медична сестра               |
| 8               | Бондаренко Раїса Олександрівна  | 04.11.2010            | середня | член Партії регіонів   | Топчіївське відділення поштового зв'язку, листоноша   |
| 10              | Орлова Лариса Григорівна        | 04.11.2010            | середня | член Партії регіонів   | ТОВ «Універсал торг», продавець1                      |
| 11              | Костюк Валентина Михайлівна     | 04.11.2010            | середня | член Партії регіонів   | Топчіївське відділення поштового зв'язку, завідувачка |
| Самовисування   |                                 |                       |         |                        |                                                       |
| 1               | Єрош Галина Олексіївна          | 04.11.2010            | вища    | позапартійна           | Серединська загальноосвітня школа, вчитель            |
| 3               | Лещенко Марія Павлівна          | 04.11.2010            | середня | позапартійна           | Серединська бібліотека, бібліотекар                   |
| 4               | Герасько Ніна Михайлівна        | 04.11.2010            | вища    | позапартійна           | Серединська сільська рада, головний бухгалтер         |
| 5               | Малай Олександра Федорівна      | 04.11.2010            | вища    | позапартійна           | пенсіонер                                             |
| 9               | Шапка Надія Олександрівна       | 04.11.2010            | середня | позапартійна           | ФГ «Воєн від», комірник                               |
| 12              | Степанець Наталія Олександрівна | 04.11.2010            | середня | позапартійна           | Краснянське військове лісництво, касир                |